# Corona islandesa
La corona islandesa (en islandès íslensk króna o, simplement, króna; en plural, krónur) és la unitat monetària d'Islàndia. Tradicionalment s'ha dividit en 100 aurar (singular eyrir), però ja fa anys que la moneda fraccionària no circula. El codi ISO 4217 és ISK.
La corona islandesa va esdevenir una moneda separada de la corona danesa després de la dissolució de la Unió Monetària Escandinava arran de la Primera Guerra Mundial i havent aconseguit la independència de Dinamarca el 1918. La circulació de la corona islandesa és controlada des del 1961 pel Seðlabanki Íslands, el Banc Central d'Islàndia. El 1981 es va produir una revaluació de la corona: una de nova en valia cent de les antigues.
En circulen bitllets de 500, 1.000, 2.000 i 5.000 corones (els de 10, 50 i 100 s'han retirat de la circulació), i monedes d'1, 5, 10, 50 i 100 corones. De tota manera, l'ús de diner en metàl·lic a Islàndia va disminuint cada vegada més, ja que la població s'estima més usar les diferents formes de diner electrònic.

## Taxes de canvi
- 1 EUR = 125,86 ISK (8 de juliol del 2018)
- 1 USD = 107,11 ISK (8 de juliol del 2018)